# Agnosticisme fort
L'agnosticisme fort és la postura que afirma que és impossible conèixer l'existència d'un déu o déus. Els agnòstics forts sovint argumenten que tot el relacionat amb la metafísica està fora de l'abast de les certeses del coneixement.
L'agnosticisme fort habitualment es justifica en els camps epistemològics amb l'argument que els humans només poden experimentar el món natural i, per tant, no poden saber sobre res del que hi hagi fora d'aquest, incloent deïtats. Una crítica és que aquesta justificació només és vàlida si les deïtats són vistes exclusivament com a éssers sobrenaturals, però per donar suport a aquesta perspectiva un ha de tenir almenys una mica de coneixement sobre la naturalesa de les deïtats. La resposta agnòstica és que, ja que el món natural pot ser explicat per la ciència, les deïtats per definició han de ser sobrenaturals.